# Parcele (Łomno)
Parcele – część wsi Łomno w Polsce, położona w województwie świętokrzyskim, w powiecie starachowickim, w gminie Pawłów.
W latach 1975–1998 Parcele administracyjnie należały do województwa kieleckiego.